# Doživotní prezident

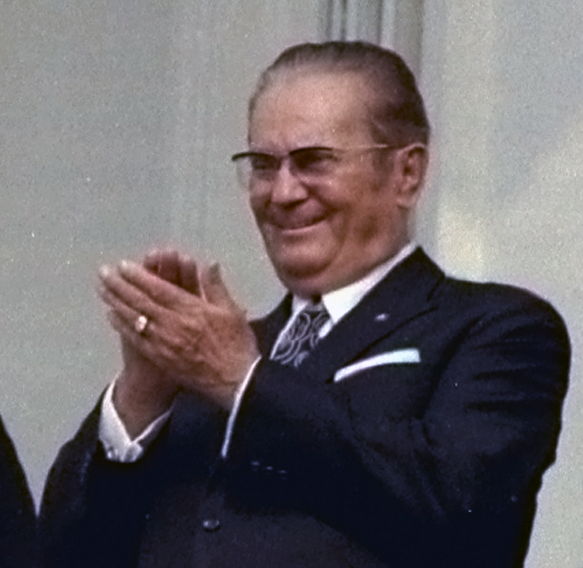
Josip Broz Tito, doživotní prezident Jugoslávie

Doživotní prezident je titul, který si přisvojili někteří diktátoři. Jde o protimluv, protože podstatou republikánského zřízení je volená funkce prezidenta. Instituce doživotního prezidenta se tak blíží spíše monarchii, což podtrhuje skutečnost, že mnozí doživotní prezidenti předali moc svým potomkům a vytvořili tak náznak dynastie, jako Francois Duvalier na Haiti. Nelze rovněž zapomenout na skutečnost, že v některých zemích se dříve zvolený prezident oficiálně nechal korunovat jako monarcha: Ahmet Zogu (Albánie), Jean-Bédel Bokassa (Středoafrická republika).
Kořeny doživotního prezidentství lze spatřovat ve starém Římě, kde se Gaius Iulius Caesar roku 45 př. n. l. prohlásil doživotním diktátorem. Také Napoleon Bonaparte zastával před svou korunovací funkci doživotního konzula. Funkce doživotního prezidenta se de facto vymezuje proti dědičné a doživotní pozici panovníka v monarchii, nicméně její charakter a pozice hlavy státu je v tomto případě velmi podobná.
Mnozí samovládci byli de facto doživotními prezidenty, ale nikdy tuto roli nezakotvili v ústavě a vypisovali pravidelné volby, byť zmanipulované a bez protikandidáta: Mobutu Sese Seko (Zair), Saddám Husajn (Irák).
Socialistické státy byly sice nedemokratické (ve volbách se vybíralo z jediné kandidátky, jejíž složení schvalovaly centrální orgány) ale kladly důraz na kolektivní rozhodování: úřad prezidenta zde buď vůbec nebyl zřízen (Sovětský svaz nebo Maďarsko měly jako formální hlavu státu předsedu parlamentu) nebo plnil jen ceremoniální funkci, nejmocnějším mužem ve státě byl ve skutečnosti šéf komunistické/socialistické strany.
V ústavě SFRJ byl zakotven doživotní charakter úřadu prezidenta pouze pro Josipa Broze Tita (hlava III., článek 333). Josip Broz zde byl zmíněn jako jediná osoba, která může být zvolena za hlavu státu "bez omezení délky mandátu".
V KLDR byl Kim Ir-sen vyhlášen po své smrti v roce 1994 věčným prezidentem a post zůstal neobsazen.
- Někteří doživotní prezidenti skutečně zemřeli ve funkci: José Gaspar Rodríguez de Francia (Paraguay), Josip Broz Tito (Jugoslávie), Saparmurat Nijazov (Turkmenistán).
- Jiní byli zbaveni moci ústavní cestou: Habíb Burgiba (Tunisko) byl odvolán pro zdravotní nezpůsobilost, Hastings Kamuzu Banda (Malawi) byl donucen vypsat volby, v nichž prohrál.
- Dalším případem bylo násilné svržení prezidenta a jeho odchod do exilu nebo domácího vězení: Sukarno (Indonésie), Idi Amin (Uganda).
- Francisco Macias Nguema (Rovníková Guinea) byl při převratu zavražděn, takže opravdu vládl do konce života, ale jinak, než si představoval.